# Голо-Тибетська автономна префектура
34°28′18″ пн. ш. 100°14′40″ сх. д. / 34.47168° пн. ш. 100.24441° сх. д.
Голо-Тибетська автономна префектура (кит.: 果洛藏族自治州; тиб. མགོ་ལོག་བོད་རིགས་རང་སྐྱོང་ཁུལ་་) — адміністративна одиниця другого рівня у складі провінції Цинхай, КНР. Центр префектури — повіт Мачен.
Префектура межує з провінцією Сичуань на півдні та провінцією Ганьсу на сході.

## Адміністративний поділ
Префектура поділяється на 6 повітів:
| Карта                              | Карта  | Карта      | Карта      | Карта            |
| ---------------------------------- | ------ | ---------- | ---------- | ---------------- |
| Мачен Бама Гаде Дарлаг Джигжи Мадо |        |            |            |                  |
| Статус                             | Назва  | Китайською | Тибетською | Населення (2010) |
| Повіт                              | Мачен  | 玛沁县     | རྨ་ཆེན་རྫོང་   | 51 245           |
| Повіт                              | Бама   | 班玛县     | པད་མ་རྫོང་   | 27 185           |
| Повіт                              | Гаде   | 甘德县     | དགའ་བདེ་རྫོང་ | 34 840           |
| Повіт                              | Дарлаг | 达日县     | དར་ལག་རྫོང་  | 30 995           |
| Повіт                              | Джигжи | 久治县     | གཅིག་སྒྲིལ་རྫོང་ | 26 081           |
| Повіт                              | Мадо   | 玛多县     | རྨ་སྟོད་རྫོང་   | 11 336           |